# Autostrada A131 (Franța)
Autostrada A131, sau A131, este o autostradă franceză care conectează A13 cu aglomerația urbană a orașului Le Havre. Cu o lungime totală de 34 de kilometri, aceasta este întreruptă în două secțiuni de Podul Tancarville, care nu respectă normele specifice autostrăzilor.
Cu lucrările de terasament începute la începutul anilor 1950, aceasta este una dintre cele mai vechi autostrăzi din Franța.
Podul Tancarville (având statutul de RN182) este administrat de CCI Seine Estuaire și este cu taxă, în timp ce autostrada A131 este gratuită, cu excepția ultimului kilometru la conectarea cu A13, care este cu taxă.
Secțiunea de la nord de Sena este gestionată de DIR Nord-Ouest, iar secțiunea de la sud este concesionată către SAPN (Société des Autoroutes Paris-Normandie).

## Istorie
Declarații de utilitate publică (DUP) privind tronsoane de drum:
- 11/12/1940: Secțiunea Quillebeuf-sur-Seine - Lillebonne (Podul Tancarville, ieșirile 30-32)[1], (declarația prelungită la 02/11/1945[2][3] și 28/02/1951[4]), (→ RN182).
- 11/12/1940: Secțiunea Saint-Aubin-sur-Quillebeuf - Quillebeuf-sur-Seine (ieșirile 29-30)[1], (declarația prelungită la 02/11/1945[2][3] și 28/02/1951[4]), (primul tronson), (→ RN810).
- 27/03/1970: Secțiunea Gonfreville-l'Orcher - Le Havre (ieșirile 35-39)[5], (primul tronson), (→ RN282).
- 10/10/1974: Secțiunea Bourneville - Saint-Aubin-sur-Quillebeuf (A13 - ieșirea 29)[6][7], (al doilea tronson și clasificare ca drum expres), (→ D179, reclasificat ca RN182 la 21/08/1987 Legătură).
- 09/07/1968: Secțiunea Le Hode - Gonfreville-l'Orcher (ieșirile 33-35)[8], (declarația prelungită la 27/06/1978[9]), (primul tronson).
- 27/08/1981: Secțiunea Le Hode - Gonfreville-l'Orcher (ieșirile 33-35)[10][11], (al doilea tronson).
- 27/08/1981: Secțiunea Lillebonne - Le Hode (ieșirile 32-33)[10][11], (preluat pe RN182).
- 11/01/1983: Secțiunea Saint-Aubin-sur-Quillebeuf - Quillebeuf-sur-Seine (ieșirile 29-30)[12][13], (al doilea tronson și clasificare ca drum expres), (→ RN182).
- 23/07/1992: Secțiunea Bourneville - Quillebeuf-sur-Seine (A13 - ieșirea 30) [14], (preluat pe RN182).
- 18/07/2005: Conexiunea A131-Est spre A29-Sud (nod rutier A131/A29).
- 21/08/2013: Îmbunătățirea accesului la Podul Tancarville (ieșirile 30, 31 și 32) și mutarea punctului de taxare pe malul sudic [15][16].

Puneri în funcțiune
- 02/07/1959: Secțiunea Saint-Aubin-sur-Quillebeuf - Quillebeuf-sur-Seine (ieșirile 29-30), (primul tronson), (→ RN810, redenumită RN182 în 1973).
- 02/07/1959: Secțiunea Quillebeuf-sur-Seine - Lillebonne (Podul Tancarville, ieșirile 30-32), (→ RN182).
- 23/12/1971: Secțiunea Bourneville - Saint-Aubin-sur-Quillebeuf (A13 - ieșirea 29), (primul tronson), (→ D179).
- 25/06/1974: Secțiunea Le Hode - Gonfreville-l'Orcher (ieșirile 33-35), (primul tronson).
- 06/1977: Secțiunea Gonfreville-l'Orcher - Le Havre (ieșirile 35-39), (primul tronson), (→ RN282).
- 01/1979: Nod rutier Port 4000-6000 (ieșirea 38), (jumătate de nod rutier orientat spre Le Havre), (→ RN282).
- 15/01/1984: Secțiunea Le Hode - Gonfreville-l'Orcher (ieșirile 33-35), (al doilea tronson).
- 13/12/1985: Secțiunea Lillebonne - Le Hode (ieșirile 32-33), (preluat pe RN182).
- 1982: Secțiunea Bourneville - Saint-Aubin-sur-Quillebeuf (A13 - ieșirea 29), (al doilea tronson), (→ D179).
- 31/03/1985: Secțiunea Saint-Aubin-sur-Quillebeuf - Quillebeuf-sur-Seine (ieșirile 29-30), (al doilea tronson), (→ RN182).
- 23/07/1992: Secțiunea Bourneville - Quillebeuf-sur-Seine (A13 - ieșirea 30), (preluat pe RN182).
- 16/07/2003: Nod rutier Port 3000-4000 (ieșirea 36), (jumătate de nod rutier orientat spre Paris), (→ RN282).
- 23/06/2009: Conexiunea A131-Est spre A29-Sud (nod rutier A131/A29).
- 08/12/2015: Stația de taxare de pe Podul Tancarville (mutare).
- 07/10/2016: Nod rutier Quillebeuf-sur-Seine (ieșirea 30)[n 2].
- 10/2016: Nod rutier Tancarville (ieșirea 31), (sens Le Havre - Paris)[n 3].
- 10/2016: Nod rutier Lillebonne (ieșirea 32), (sens Paris - Le Havre)[n 4].
- 12/2016: Nod rutier Tancarville (ieșirea 31), (sens Paris - Le Havre)[n 3].
- 12/2016: Nod rutier Lillebonne (ieșirea 32), (sens Le Havre - Paris)[n 5].

| De la A13 până la ieșirea 28; secțiune cu taxă în sistem deschis, concesionată către SAPN.                                 | |            |
| A13 E05 E46 | |            |
| Intersecție | Nod rutier între A13 și A131 (nod rutier parțial). | A13        |
| A131 E05 | |            |
| | Punctul de taxare Bourneville. |            |
| 28 - Bourneville | Orașe deservite: Elbeuf, Brionne, Bourgtheroulde-Infreville, Bourneville (nod rutier parțial).                                                                    | RD139      |
| De la ieșirea 28 până la Podul Tancarville; secțiune gratuită, concesionată către SAPN.                                    | |            |
| 29 - Saint-Aubin-sur-Quillebeuf                                                                                            | Orașe deservite: Alençon, Pont-Audemer, Sainte-Opportune, Quillebeuf-sur-Seine.                                                                                   | RD87 RD810 |
| 30 - Quillebeuf-sur-Seine                                                                                                  | Orașe deservite: Évreux, Beuzeville. | RD6178     |
| A131 E05 | |            |
| Podul Tancarville; secțiune cu taxă în sistem deschis, având statut de drum expres, concesionată către CCI Seine Estuaire. | |            |
| RN182 E05 | |            |
| | Punctul de taxare Pont de Tancarville. |            |
| | Podul Tancarville. |            |
| | Trecerea din departamentul Eure în departamentul Seine-Maritime.                                                                                                  |            |
| 31 - Tancarville | Orașe deservite: Étretat, Bolbec, Saint-Romain-de-Colbosc, Tancarville.                                                                                           | RD910      |
| De la ieșirile 31 la 32; secțiune gratuită cu statut de drum expres, concesionată către CCI Seine Estuaire.                | |            |
| 32 - Lillebonne | Orașe deservite: Lillebonne, Z.I. Port Jérôme. | RD982      |
| RN182 E05 | |            |
| De la ieșirea 32 până la RN282; secțiune gratuită neconcesionată, administrată de DIR Nord-Vest.                           | |            |
| A131 E05 | |            |
| 33 - Le Hode | Orașe deservite: Le Havre-Port 4000-6000, Port 5000-6000, Centru rutier.                                                                                          |            |
| Intersecție | Nod rutier între A29 și A131: Calais, Amiens, Dieppe, Rouen-Nord, Saint-Romain-de-Colbosc; Le Mans, Caen, Pont de Normandie, Le Havre-Zone Industrialo-Portuaire. | A29 E44    |
| 34 - Z.I. Rogerville-Oudalle                                                                                               | Zonă deservită: Z.I. Rogerville-Oudalle. |            |
| 34 - Z.I. Rogerville-Oudalle                                                                                               | Intrare pe autostradă doar în direcția Le Havre (nod rutier parțial).                                                                                             |            |
| 35 - Gonfreville-l'Orcher                                                                                                  | Orașe deservite: Gonfreville-l'Orcher, Harfleur (nod rutier parțial).                                                                                             | RD982      |
| A131 E05 | |            |
| RN282 E05 | |            |